# Talteori
Traditionellt är talteorin den gren inom matematiken som rör heltalens egenskaper. Talteorin har utvecklas till att bli en vedertagen teknik för att angripa problem även inom andra grenar av matematiken. 
Talteori kan uppdelas i flera områden beroende på metoderna som används och problemen som undersöks.

## Historia

### Tidig modern talteori

#### Euler

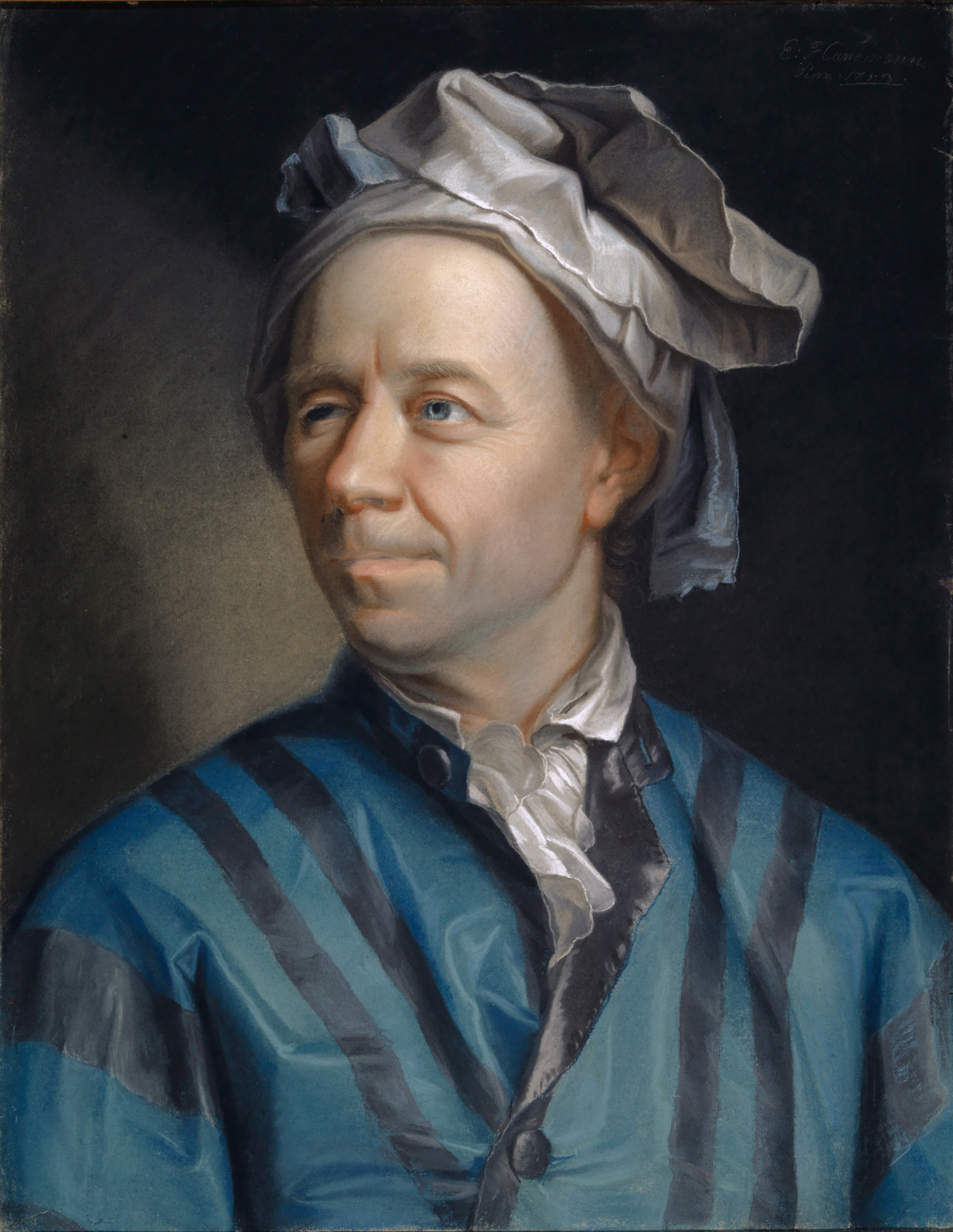
Leonhard Euler

Eulers arbete inom talteori inkluderar följande:
- Bevis av Fermats satser. Fermats lilla sats; varje primtal p kan skrivas som p = x2 + y2 om och bara om p ≡ 1 (mod 4); arbete mot beviset att varje positivt heltal kan skrivas som summan av fyra kvadrater (det första fullständiga beviset är av Joseph-Louis Lagrange (1770)); bevis av att ekvationen x4 + y4 = z2 saknar heltalslösningar.
- Pells ekvation. Euler skrev om sambandet mellan kedjebråk och Pells ekvation.
- Analytisk talteori. Inom sitt arbete om summor av fyra kvadrater,  partitioner, pentagontal och distributionen av primtal var Euler bland de första att använda analys (speciellt oändliga serier) inom talteori.
- Kvadratiska former. Euler fortsatte Fermats undersökningar om frågan vilka primtal kan skrivas i formen x2 + N y2.
- Diofantiska ekvationer. Euler undersökte flera diofantiska ekvationer av genus 0 och 1. Han upptäckte även att det fanns ett samband mellan diofantiska problem och elliptiska integraler.

#### Lagrange, Legendre and Gauss

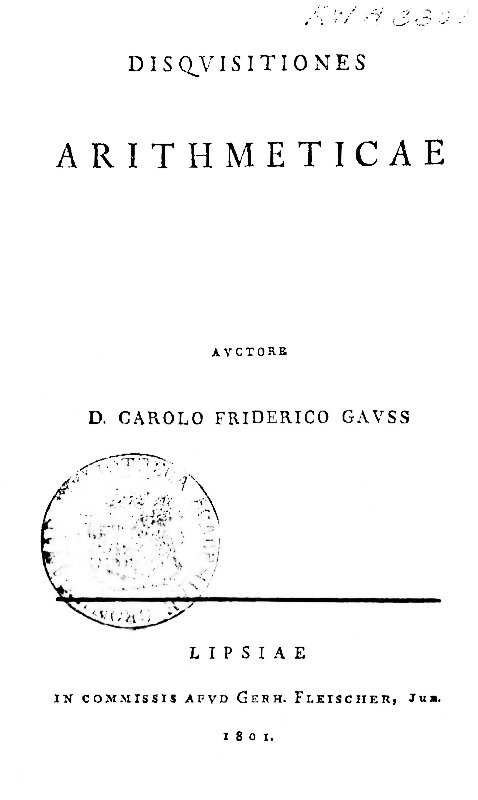
Carl Friedrich Gauss's Disquisitiones Arithmeticae, första upplagan.

Adrien-Marie Legendre (1752–1833) upptäckte kvadratiska reciprocitetssatsen. Han förmodade primtalssatsen och Dirichlets sats om aritmetiska följder. Han undersökte noggrant ekvationen a x2 + b y2 + c z2 = 0 och arbetade med kvadratiska former. Han var den första som bevisade Fermats stora sats för n = 5.
I sitt verk Disquisitiones Arithmeticae (1798) bevisade Carl Friedrich Gauss (1777–1855) kvadratiska reciprocitetssatsen och utvecklade framåt teorin av kvadratiska former.

## Områden inom talteori

### Elementär talteori
Inom elementär talteori studeras heltalen utan användning av någon av teknikerna från andra matematikområden. Frågor om delbarhet, Euklides algoritm för att beräkna största gemensamma delaren, faktorisering av heltalen i primtal, undersökning av perfekta tal och kongruenser hör hemma här. Exempel på teorem är Fermats lilla sats, Eulers sats, den kinesiska restklassatsen och kvadratiska reciprocitetssatsen.
Undersökning av egenskaperna hos aritmetiska funktioner som Möbiusfunktionen och Eulers φ-funktion samt heltalsföljder såsom fakulteter och Fibonaccital ingår också.
Många frågor inom den elementära talteorin är exceptionellt svåra och kräver helt nya angreppssätt. Några exempel är
- Goldbachs förmodan som rör jämna heltal som är summan av två primtal
- Catalans förmodan rörande heltalsdigniteter i följd
- Primtalstvillingsförmodan om antalet primtalstvillingar
- Collatz förmodan om enkel iteration
- diofantiska ekvationer som har visat sig "olösbara". Se även Hilberts tionde problem.

### Analytisk talteori
Analytisk talteori använder analys och komplex analys som verktyg för att angripa frågor rörande heltal. Exempel är primtalssatsen och den relaterade Riemannhypotesen. Andra problem som angrips med analytiska metoder är Warings problem, att ett givet heltal representerar en summa av kvadrater, kuber, primtalstvillingsförmodan, för att hitta oändligt många primtalspar med skillnaden 2 och Goldbachs förmodan, som antyder att jämna heltal är summan av två primtal.
Bevis för att vissa matematiska konstanter såsom π och e är transcendenta, tillhör också analytisk talteori. Utsagor om transcendenta tal verkar ha flyttat från studiet av heltal. Däremot studeras möjliga värden på polynom med heltalskoefficienter för till exempel e, vilket är nära kopplat till området diofantisk approximation.
Exempel på metoder som används inom analytisk talteori är Hardy–Littlewoods cirkelmetod, L-funktioner och modulära former.

### Algebraisk talteori
Inom algebraisk talteori utvidgas talområdet till att också omfatta algebraiska tal, vilka är nollställen till polynom med koefficienter som är heltal. Denna mängd innehåller element som är analoga med heltal och som kallas algebraiska heltal. För dessa behöver inte välbekanta egenskaper, som till exempel unik faktorisering, längre gälla. De verktyg som används – galoisteori, representationsteori, gruppkohomologi, klasskroppsteori och L-funktioner – ger dessa talområden en partiell ordningsstruktur.
Ett stort antal teoretiska frågeställningar behandlas genom att studera heltalen modulo p för alla primtal p i ändliga kroppar. Detta kallas lokalisation och leder fram till konstruktionen av p-adiska tal. Denna typ av studier, som uppstått ur algebraisk talteori, kallas lokal analys.
Ett viktigt område inom algebraisk talteori är Iwasawateori.

### Geometrisk talteori
Geometrisk talteori omfattar alla former av geometri. Den inleds med Minkowskis sats som avhandlar gitterpunkter i konvexa uppsättningar och undersökningar av sfärpackningar. Man kan här även tillämpa algebraisk geometri, speciellt teorin bakom elliptiska kurvor. Fermats stora sats har bevisats med hjälp av dessa tekniker.

### Probabilistisk talteori
Probabilistisk talteori tar upp sannolikheten för olika att olika talfenomen uppträder inom intervall eller som samband, som antalet primtal inom ett talintervall.
Denna talteori har också lett till upptäckten av algoritmer som Cramérs förmodan.

### Algoritmisk talteori
Inom detta område studeras algoritmer. Snabba algoritmer för primtalstest och heltalsfaktorisering har utbredd tillämpning inom kryptografi.